# Волга (Ульяновськ)
«Во́лга» (рос. «Волга») — російський футбольний клуб з міста Ульяновськ. Виступає у другому дивізіоні ПФЛ Росії. Заснований у 1947 році.

## Колишні назви
- «Торпедо» (1947—1958)
- «Динамо» (1958—1959)
- «Спартак» (1959—1961)
- «Волга» (1962—1976
- 1995—2004)
- «Старт» (1986—1991)
- «Текстильник» Ішеєвка (1992—1995)
- «Волга-Енергія» (2005—2006).